# Ratusz w Piotrkowie Trybunalskim
Ratusz w Piotrkowie Trybunalskim – dawny ratusz na Rynku w Piotrkowie Trybunalskim, zbudowany najpóźniej w XVI w., rozebrany w 1868.

## Historia
Dokładna data powstania ratusza nie jest znana. Ratusz na pewno istniał w połowie XVI w., ale mógł powstać już w wieku XIV lub XV.
Wymiary murowanego ceglanego ratusza były niezbyt duże – 15,5 na 17 metrów. Od strony północnej ratusz posiadał arkady służące komunikacji. Najwyższa kondygnacja zwieńczona była attyką. Obok ratusza znajdowała się waga miejska oraz pręgierz.
Ratusz był przebudowywany w połowie i pod koniec XVI w. (m.in. w 1574), a także na początku wieku XVII. W 1611 dostawiono do ratusza na koszt powiatu piotrkowskiego wieżę, która następnie pełniła funkcję więzienia Trybunału Koronnego. W latach 1615, 1640, 1648 i 1731 ratusz był niszczony przez pożary, zaś w latach 1657 i 1703 przez grabieże. Ostatnia odbudowa ratusza miała miejsce w roku 1768. W roku 1845 miały miejsce próby zabezpieczenia niszczejącego ratusza. Władze miejskie urzędowały w ratuszu do 1863. Następnie został wydzierżawiony kupcom. Ostatecznie ratusz rozebrano w 1868. Decyzję o rozbiórce przypisywano rosyjskim władzom zaborczym, możliwe jednak, że został zburzony na prośbę władz miejskich.
Przekaz Franciszka Salezego Jezierskiego:

Szczupły rynek tak ma przybliżone okna kamienic do ratusza, że mówiących patronów słyszeć można we wszystkich prawie kamienicach.

## Siedziba Trybunału Koronnego
Od końca XVI w. (być może od lat 80.) do 1792 ratusz pełnił rolę siedziby Trybunału Koronnego. W piotrkowskim ratuszu obrady odbywały się od października do kwietnia i dotyczyły spraw i apelacji z terenów Wielkopolski, Mazowsza, Kujaw i Prus Królewskich. Wiosną zaś trybunał przenosił się do Lublina, gdzie rozpatrywał sprawy z Małopolski i ziem ruskich. W czasie obrad trybunału władze miejskie Piotrkowa mogły przenosić się do Kamienicy Wójtowskiej na rogu Rynku i ul. Grodzkiej.
Na czas obrad Trybunału przenoszono z kościoła farnego św. Jakuba do ratusza obraz Matki Bożej Trybunalskiej, który od około 1600 stanowił własność Trybunału. Obraz umieszczano w kaplicy na pierwszym piętrze ratusza obok sali sądowej. Po zakończeniu kadencji Trybunału obraz wracał do kościoła farnego. Po 1792 obraz pozostawał w archiwum trybunału w ratuszu, zaś w 1829 został przeniesiony do kościoła św. Franciszka Ksawerego, gdzie znajduje się do dzisiaj.

## Upamiętnienie
Współcześnie na Rynku na fundamentach dawnego ratusza zbudowany jest obiekt małej architektury w postaci niewielkich murków, pokazujący zasięg i rozkład dawnego ratusza. Obok zarysu fundamentów ratusza znajduje się tablica upamiętniająca 400-lecie powstania Trybunału Koronnego.

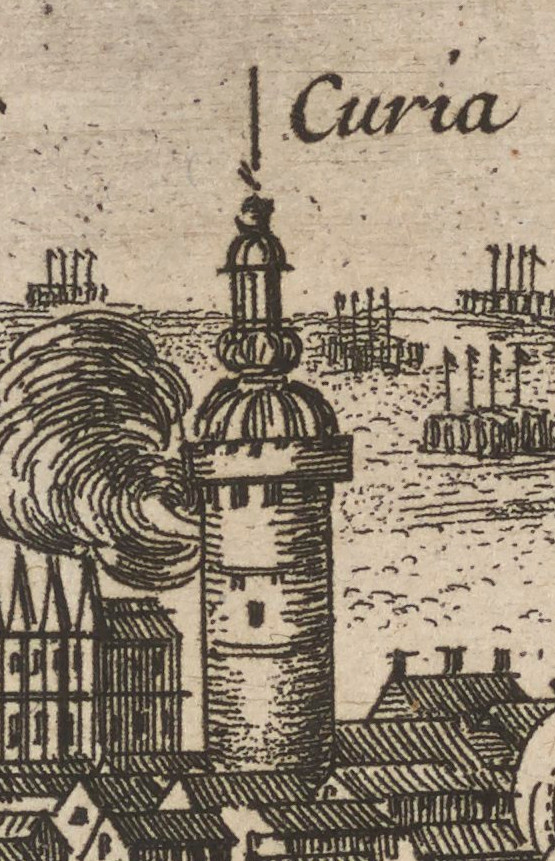
Wieża ratusza na sztychu Erika Dahlbergha ukazującym Piotrków w 1657
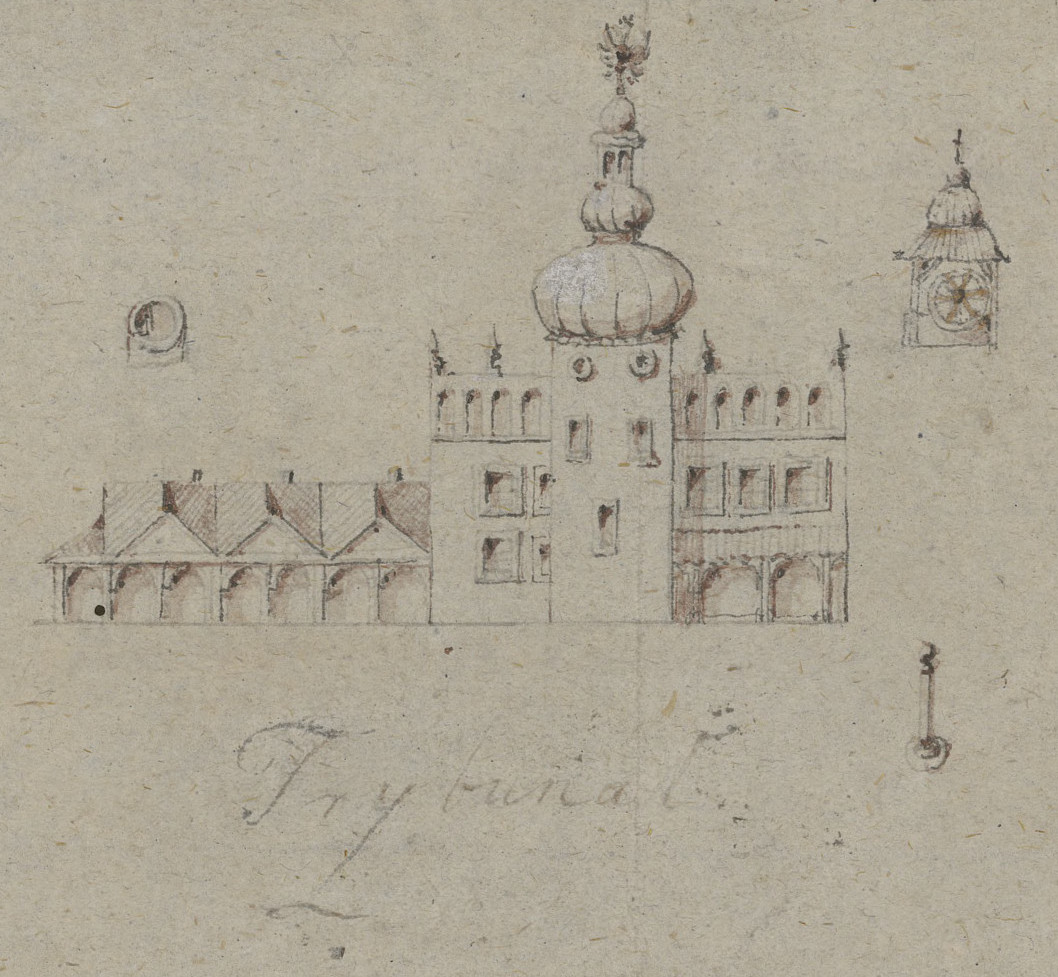
Ratusz na odrysie widoku rynku sprzed pożaru w 1786
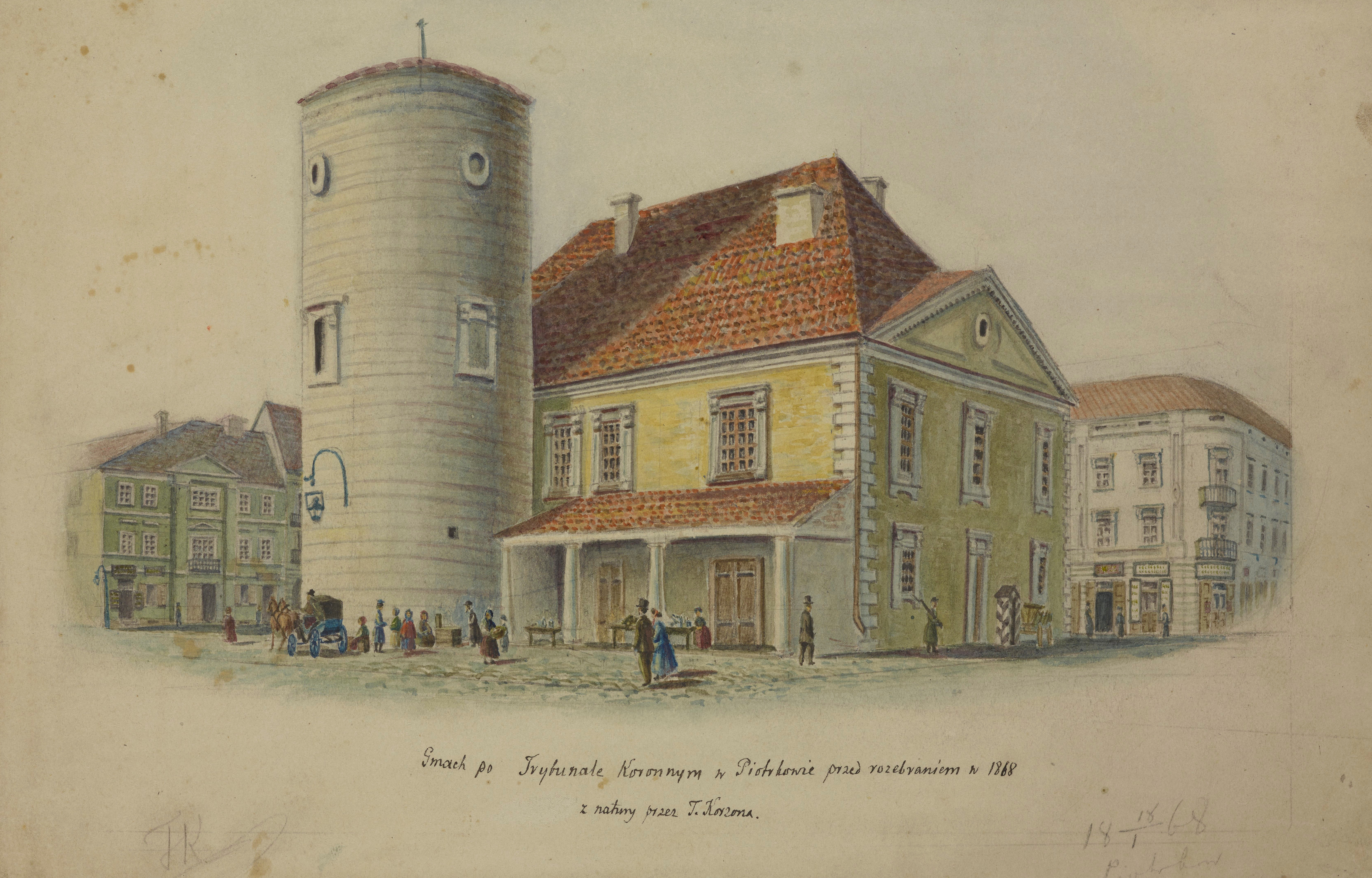
Ratusz na grafice Tadeusza Korzona
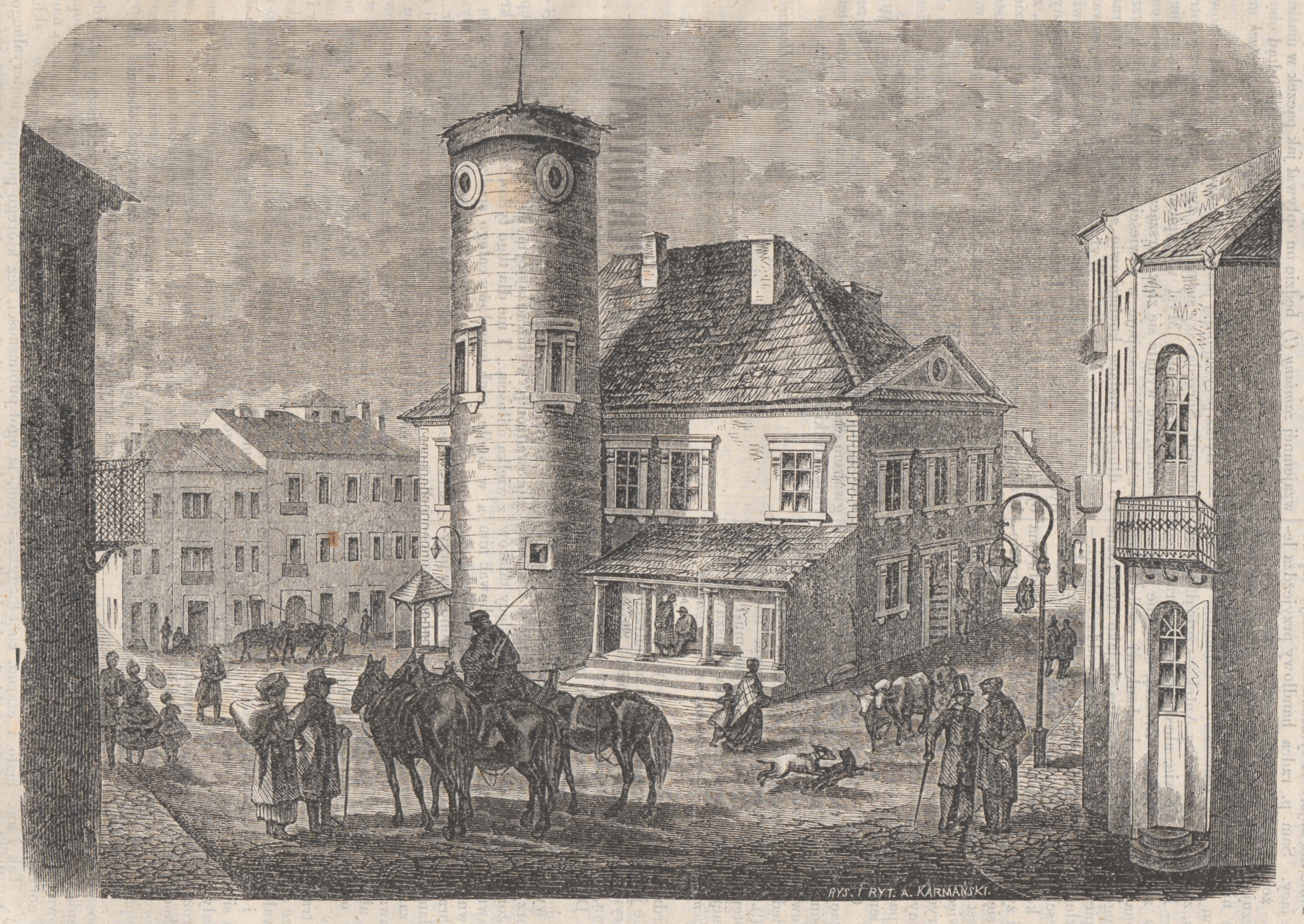
Grafika z „Opiekuna Domowego” (1871)
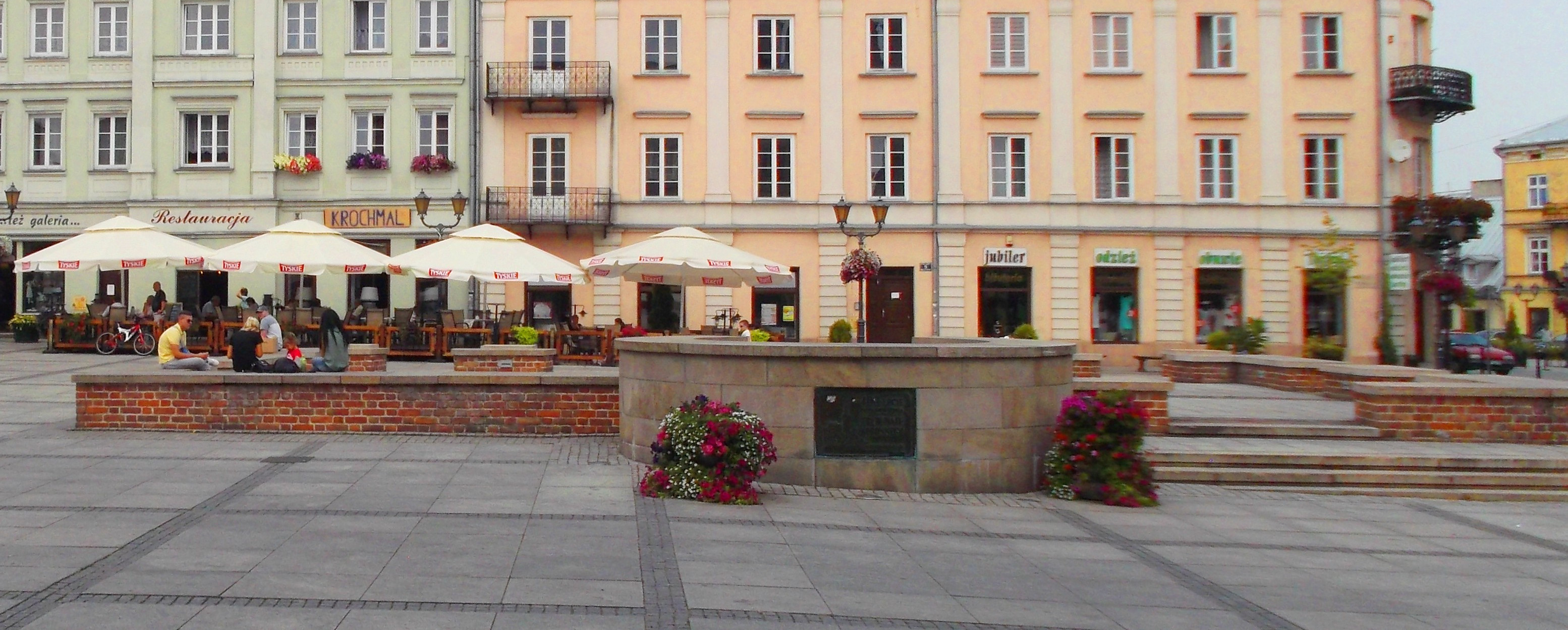
Współczesny zarys fundamentów ratusza
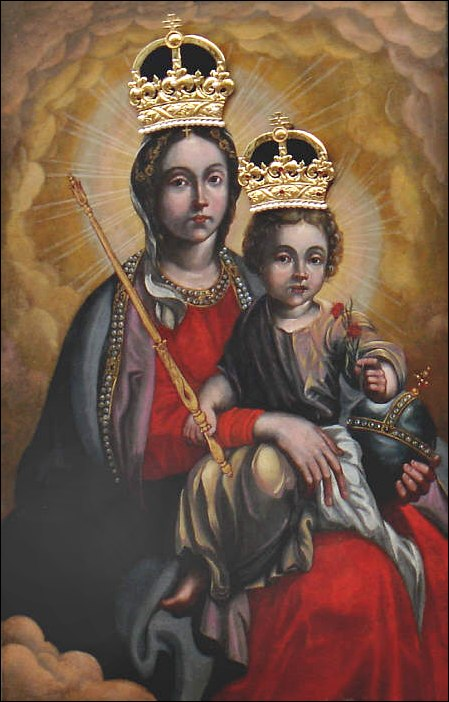
Obraz Matki Bożej Trybunalskiej